# Oyster Bay (condado de Nassau)
Oyster Bay es un lugar designado por el censo (o aldea) ubicado en el condado de Nassau en el estado estadounidense de Nueva York. En el año 2000 tenía una población de 6.826 habitantes y una densidad poblacional de 2,142.7 personas por km². Oyster Bay se encuentra dentro del pueblo de Oyster Bay.

## Geografía
Oyster Bay se encuentra ubicada en las coordenadas 40°45′34″N 73°30′10″O / 40.75944, -73.50278. Según la Oficina del Censo, la ciudad tiene un área total de 4,2 km² (1,6 mi²), de la cual 3,2 km² (1,2 mi²) es tierra y 1 km² (0,4 mi²) (23.60%) es agua.

## Demografía
Según la Oficina del Censo en 2000 los ingresos medios por hogar en la localidad eran de $57,993, y los ingresos medios por familia eran $73,500. Los hombres tenían unos ingresos medios de $51,968 frente a los $41,926 para las mujeres. La renta per cápita para la localidad era de $34,730. Alrededor del 7.8% de la población estaban por debajo del umbral de pobreza.